# 中国のビール

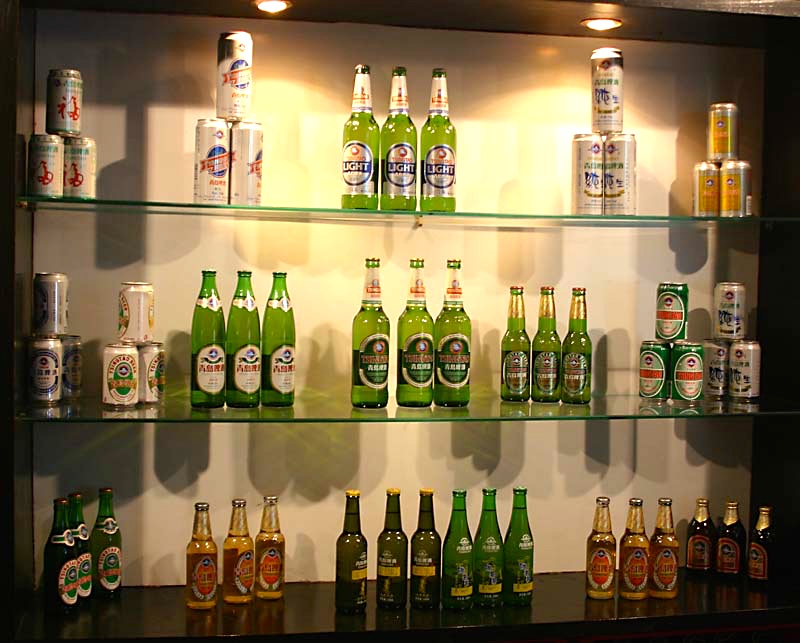
青島ビール博物館に展示されている青島ビール

中国のビール (繁体字中国語: 中國啤酒、簡体字中国語: 中国啤酒、拼音: Zhōngguó píjiǔ) は20世紀に大きく生産量を伸ばした。中国で一般的なビールはペールラガーであるが、青島黒ビールのような他の種類のビールも製造されている。

## 歴史
中国におけるビールの生産と消費はおよそ9000年前に興った。中国人による近年の考古学的研究により紀元前7000年頃にビールの近縁と見られるアルコール飲料が小規模ながら生産されていたことがわかった。当時のビール風アルコール飲料は米、蜂蜜、ぶどう、サンザシの実を用いて生産されており、古代エジプトやメソポタミアで生産されていたものと製造方法が類似していることがわかった。夏、殷、周など古代中国の王朝ではビールは先祖崇拝、葬式、その他の儀式で重要なものとされており、ビールは醪醴 (亀甲獣骨文字)と呼ばれていた。しかし、漢滅亡後、中国のビールは黄酒の台頭で姿を消し、2000年間日の目を見ないままとなる。
19世紀終わりまで、近代的なビールの醸造方式は中国に導入されることはなかったが、ロシア人がハルビンにブルワリーを建設し、さらにドイツ人, チェコスロバキア人、ロシア人により、ハルビンに3つのブルワリーが追加で建設された。また満州帝国時代には日本人も満州麦酒を設立し、その瀋陽の工場が戦後「雪花ビール」と呼ばれた時代を経て、現在中国の最大のビールブランド「雪花ビール」の名称の元となっている。 

## 原料
中国のビールは主原料となる大麦の他、米、モロコシ、ライ麦などを加えてビールを生産する。興味深いことに、幾つかのビールは苦味を与える材料としてホップの代わりにゴーヤを用いて生産を行なっている。
中国のメディアは2001年、中国のビールの約95％に在庫期間中の沈降を避けるためホルムアルデヒドが添加されていると報じた。このようなホルムアルデヒドの添加は現在では違法となっている。

## 経済
青島ブルワリーで作成される青島ビールは11年連続で中国国内最大の売上を誇り、他国にも輸出することでそのブランドを高めている。国内売上量では珠江ビールや燕京ビールが青島ビールに続いている。青島ビールが生産されている青島市は第一次世界大戦で日本に占領されるまでドイツが租借地として利用していた場所であり、ドイツ人水兵への需要もあり古くからビールが生産されてきた。日本が青島を占領しドイツが租借権を失った後もビール生産は続けられた。
他に有名な醸造会社としては藍帯ビール、燕京ビール、雪花ビール、珠江ビールがある。現在、多くの国際的なビール会社が中国市場や中国のブルワリーとの合弁事業に興味を持っており、カールスバーグのような国際的なビール会社も中国で生産を行なっている。これにより中国市場での販売が可能になる一方で、中国の地方のブルワリーの質を向上させるための資金とノウハウを提供しなければならない。
中国国内のビール工場直営店は数えるほどしかなく、それらは西洋人コミュニティが存在する上海や北京のような大都市に集中している。中国で最も有名な工場直営店は上海を拠点とする拳擊猫餐庁であり、武漢を拠点とするチェーン店の凱威ビール屋がそれに続く。その他、上海ブルワリーなどの新規のビール製造会社がある。近年、上海で上海ビール週間が開始され、2012年のビール祭りでは成功を収めた。
2011年より、高級ビールのデリバリーサービスが上海で展開されている。デリバリーサービスを展開している会社は市街の立地の良い場所にビール専門店も経営している。

## 主な中国ビールの銘柄
注意: これは中国の主なビール銘柄の一覧を部分的に作成したものである。中国のブルワリーの大多数は地方でのみ消費される地ビールのみ生産している。
- 雪花ビール (中国語: 雪花啤酒) - 中国最大のブランド。
- 青島ビール (中国語: 青岛啤酒)、嶗山ビール
- 燕京ビール (中国語: 燕京啤酒)
- ハルビンビール (中国語: 哈尔滨啤酒)
- 珠江ビール (中国語: 珠江啤酒)
- 烏蘇ビール（中国語版） (中国語: 乌苏啤酒) 新疆ウイグル自治区
- 力波ビール（中国語版）
- 藍帯ビール（英語版） (中国語: 蓝带啤酒）
- 杭州千島湖ビール有限公司（英語版） (中国語: 杭州千岛湖啤酒有限公司) - 千島湖ビールを生産
- 金威ビール (中国語: 金威啤酒)

## 香港のビール
香港にはフィリピンのサン・ミゲルによる大規模ブルワリーがあるほか、地方市場用に小規模ブルワリーが複数の銘柄のビールを生産している。